# باسم التميمي
باسم التميمي هو ناشط فلسطيني ومُنظم للاحتجاجات ضِد الاستيطان الإسرائيلي في الضفة الغربية وهو والد الفلسطينية عهد التميمي.

## الحياة الشخصية
باسم مُتزوج من ناريمان ولديهِ 4 أطفال. في 2012 ظهر فيديو لابنته عهد وهي تقوم بتحريك قبضتها على جندي إسرائيلي، حيثُ نال هذا الفيديو شهرةً عالمية وتلقت على أثره جائزة حنظلة للشجاعة في إسطنبول من رجب طيب أردوغان.